# 목포지방해양안전심판원
목포지방해양안전심판원(木浦地方海洋安全審判院, Mokpo Regional Maritime Safety Tribunal)은 중앙해양안전심판원의 소속기관이다. 1999년 8월 6일 발족하였으며, 전라남도 목포시 통일대로 130에 위치하고 있다. 원장은 고위공무원단 나등급에 속하는 임기제 일반직공무원으로 보한다.

## 연혁
- 1962년 9월 20일: 중앙해난심판위원회 소속으로 목포지방해난심판위원회 설치.
- 1971년 6월 28일: 중앙해난심판원 소속 목포지방해난심판원으로 개편.
- 1999년 8월 6일: 중앙해양안전심판원 소속 목포지방해양안전심판원으로 개편.

## 관할구역
대한민국 국내
- 동은 경상남도 남해군 서면 노구리 서북의 북위 34도52분17초, 동경 127도49분13초까지 그은 선, 앞의 선과 북위 34도35분00초, 동경 128도00분00초를 지나 북위 32도00분00초, 동경 128도00분00초까지 그은 선 사이의 경상남도 남해군 서면 해안, 북위 34도35분00초, 동경 128도00분00초를 지나 북위 32도00분00초, 동경 128도00분00초까지 그은 선 및 북은 전라남도와 전라북도의 해안 경계[1]로부터 북위 35도25분42초, 동경 126도26분00초를 지나 진방위 270도로 중국의 해안까지 그은 선 이내의 영해
- 전라남도[2]
- 제주특별자치도

대한민국 국외
- 경상남도 남해군 서면 노구리 서북의 북위 34도52분17초, 동경 127도49분13초까지 그은 선, 앞의 선과 북위 34도35분00초, 동경 128도00분00초를 지나 북위 32도00분00초, 동경 128도00분00초까지 그은 선 사이의 경상남도 남해군 서면 해안, 북위 34도35분00초, 동경 128도00분00초를 지나 북위 32도00분00초, 동경 128도00분00초까지 그은 선, 경상남도 남해군 서면 노구리 서북의 북위 34도52분17초, 동경 127도49분13초까지 그은 선과 전라남도와 전라북도의 해안 경계로부터 북위 35도25분42초, 동경 126도26분00초를 지나 진방위 270도로 중국의 해안까지 그은 선 사이의 한반도 해안, 전라남도와 전라북도의 해안 경계로부터 북위 35도25분42초, 동경 126도26분00초를 지나 진방위 270도로 중국의 해안까지 그은 선, 북위 34도35분00초, 동경 128도00분00초를 지나 북위 32도00분00초, 동경 128도00분00초까지 그은 선의 남쪽 끝으로부터 진방위 270도로 중국의 해안까지 그은 선 및 전라남도와 전라북도의 해안 경계로부터 북위 35도25분42초, 동경 126도26분00초를 지나 진방위 270도로 중국의 해안까지 그은 선과 그 남쪽 끝으로부터 진방위 270도로 중국의 해안까지 그은 선 사이의 중국 해안을 연결한 선으로 둘러싸인 수역 중 국외의 수역과 이에 접속된 하천에서 발생한 사건
- 동은 서경 030도, 서는 서경 120도의 자오선 사이의 수역과 이에 접속된 하천에서 발생한 사건

## 조직

### 원장
- 심판관실[3]
- 조사관실[4]